# Call of Duty: Advanced Warfare
Call of Duty: Advanced Warfare је пуцачина из првог лица коју је објавила компанија Активижн. Игра представља укупно једанаести главни наслов серијала Call of Duty. Развијач Advanced Warfare-а  је компанија  Следгехамер гејмс. Игрица је званично изашла на тржиште 4. новембра 2014. године за Windows, PlayStation 4 и Xbox One, док је Хај мун студиос развио игру доступну за PlayStation 3 и Xbox 360, а компанија Рејвен софтвер мултиплејер и Exo-Zombies модове.
Call of Duty: Advanced Warfare је била позитивно дочекана од стране критичара и сматра се побољшањем у односу на њеног претходника, Call of Duty: Ghosts. Највише похвала је долазило на рачун визуелног приказа игре, кампању, брз, динамичан и узбудљив гејмплеј и мултиплејер са богатим садржајем. Игра је освојила неколицину награда и сматра се комерцијалним успехом.
Игра је задобила поновну пажњу јавности јануара 2018, када је председник Сједињених Држава Доналд Трамп на конференцији за новинаре, са норвешком премијерком Ерном Солберг, напоменуо испоруку првих Ф-52 модела авиона Норвешкој; авион који заправо постоји само у игрици.